# Piombino
Piombino – miejscowość i gmina we Włoszech, w regionie Toskania, w prowincji Livorno.
Według danych na rok 2004 gminę zamieszkiwało 33 917 osób, 262,9 os./km².
W pobliżu Piombino leżą ruiny etruskiego miasta Populonia. Od XVI do XIX w. Piombino było ośrodkiem niezależnego księstwa.
Do Piombino, gdzie mieszkał zawiadowca stacji w Marittimie, zawsze wracał pies Lampo, bohater opartej na autentycznych wydarzeniach książki dla dzieci Romana Pisarskiego O psie, który jeździł koleją.

## Współpraca
Miejscowość partnerska:
- Flémalle, Belgia